# Габріель Ескобар
Габріель Ескобар Маскуньяно (ісп. Gabriel Escobar Mascuñano; нар. 22 липня 1996, Леганес, Мадрид) — іспанський боксер, чемпіон Європи серед аматорів.

## Аматорська кар'єра
Габріель Ескобар займався боксом з десяти років. 2014 року був учасником чемпіонатів світу та Європи серед молоді.
2016 року став чемпіоном Іспанії, але не пройшов далі 1/8 фіналу на відбірковому до Олімпійських ігор 2016 турнірі.
На чемпіонаті Європи 2017 програв у другому бою Брендану Ірвіну (Ірландія). На чемпіонаті світу 2017 здобув дві перемоги, а у чвертьфіналі програв Йосвані Вейтія (Куба).
Виступав з 2018 року за французьку команду напівпрофесійної ліги WSB «Fighting Roosters».
2018 року Габріель Ескобар став переможцем Середземноморських ігор та чемпіоном Європейського Союзу.
2019 року став переможцем Європейських ігор.
- В 1/8 фіналу переміг Вадима Кудрякова (Росія) — 4-1
- У чвертьфіналі переміг Барегама Харутюняна (Вірменія) — 5-0
- У півфіналі переміг Мануеля Каппаї (Італія) — 4-1
- У фіналі переміг Даніеля Асенова (Болгарія) — 4-1

На Олімпійських іграх 2020 дійшов до чвертьфіналу.
- В 1/8 фіналу переміг Рамона Квірога (Аргентина) — 5-0
- В 1/8 фіналу переміг Даніеля Асенова (Болгарія) — 4-1
- У чвертьфіналі програв Сакену Бібоссінову (Казахстан) — 2-3

На чемпіонаті світу 2021 переміг Даніеля Асенова (Болгарія) та програв Йоелю Фіноль (Венесуела) — 2-3.
На чемпіонаті Європи 2022 програв у першому бою Ділану Іглсону (Ірландія).